# Tore Forsberg
Sven Tore Forsberg, född 8 augusti 1933 i Näske, Nätra församling i Västernorrlands län, död 21 augusti 2008 i Enskede-Årsta församling i Stockholms län, var en av Sveriges mest erfarna kontraspioner. 
Forsberg anställdes 1956 som aspirant vid Stockholmspolisen, där han först arbetade vid ordnings- och kriminalpolisen. 1967 kom han till Säpo, där han tjänstgjorde i 32 år. Han var under det kalla krigets sista 15 år chef för den Säpo-rotel, som bedrev kontraspionage mot Sovjetunionens och Warszawapaktsländernas agenter.
Han ledde 1978 den Säpo-operation, som ledde till avslöjandet av den östtyske spionchefen Markus Wolf, med täcknamnet ”Mischa” även kallad ”Mannen utan ansikte”. Säpos framgångar med att fotografera Wolf och den västtyske politikern Friedrich Cremer i Stockholm gav eko inom världens underrättelse- och säkerhetstjänster. Bilderna ledde till en identifiering av Wolf, som därefter inte längre kunde resa fritt i väst. 
Forsberg pensionerades som polisintendent 1998 och var därefter aktiv som flitig författare och föredragshållare. Han skrev bland annat boken Spioner och spioner som spionerar på spioner och, tillsammans med den forne KGB-översten Boris Grigorjev, Spioner emellan.
År 2003 ställde Forsberg upp i Sommar i P1, ett program som blev en hyllning till svenska kvinnliga underrättelseagenter. Forsberg hann dock aldrig skriva någon bok i ämnet.